# Jan te Winkel
Jan te Winkel (født 16. november 1847, død 31. maj 1927) var en nederlandsk sprogmand og litteraturforsker.
te Winkel, som var professor ved Amsterdams Universitet, har udfoldet en frugtbar forfattervirksomhed som nederlandsk sprog- og litteraturhistoriker. Som te Winkels hovedværk plejer man at regne hans Geschiedenis der Nederlandsche letterkunde (3 bind 1888). Desuden har han skrevet en Overzicht der Nederlandschen letterkunde (1882, 5. udgave 1898) og en Geschichte der niederländischen Litteratur bis zum 17. Jahrhundert (i Pauls Grundriss der germanischen Philologie) (2. udgave 1901).
Af sproglige værker fra hans hånd kan nævnes: Nederlandsche spraakkunst (2 bind 1886—88), De beoefening der Germanistiek (1892) og De Noordnederlandsche tongevallen (1898). Endvidere Inleiding tot de geschiedenis der Nederlandsche taal (1904), samt på tysk Geschichte der niederländischen Sprache (1901). te Winkel var også en fortrinlig kender og flittig udgiver af middelnederlandsk litteratur, har således udgivet værker af Maerlant og Bredero. Han har også udgivet litterært-sproglige tidsskrifter navnlig Tijdschrift voor Nederlandsche taal- en Letterkunde (1871—75).